# Cooperativa Obrera (Sant Hilari Sacalm)
La Cooperativa Obrera és una obra modernista de Sant Hilari Sacalm (Selva) inclosa a l'Inventari del Patrimoni Arquitectònic de Catalunya. Edifici entre mitgeres, situat al nucli urbà de Sant Hilari Sacalm.

## Descripció
De l'edifici, de planta baixa i dos pisos, en destaca la façana principal: a la planta baixa, hi ha un porxo en arc de llinda que dona accés a dues portes que són l'entrada al museu i a dependències d'aquest. Al primer pis, hi ha una gran balconada, a la que s'hi accedeix a través d'una porta en arc de llinda, flanquejada per dues finestres en arc pla, l'extrem més pròxim a les parets de les quals es troba interromput per l'ampli arc que les emmarca. Aquestes finestres queden separades per dues pilastres. Sobre la porta i les finestres, en l'espai comprés entre l'arc i les obertures, hi ha unes decoracions a manera de marcs buits. Al segon pis, al centre, hi ha tres finestres rectangulars verticals, i al costat, dues finestres rectangulars allargades. El ràfec de la teulada és a dos nivells, i té les encavallades de fusta visibles i decoracions de dos cercles concèntrics sobresortints entre encavallada i encavallada.
Els murs, de maons, són arrebossats. La façana està pintada de color salmó i groc clar, i l'arc de color verd.

## Història
L'edifici fou construït per ser la seu del ram dels roders cap al 1920, encara que esdevingué la seu de la Cooperativa de la Unió Obrera i després de la Guerra Civil de diverses entitats locals.
Actualment és seu del Museu Guilleries.